# Top Model (Ba Lan mùa 11)
Mùa thứ mười một của Top Model được dựa trên chương trình America's Next Top Model của Tyra Banks, các thí sinh Ba Lan cạnh tranh với nhau trong một loạt các thử thách để xác định ai sẽ giành được danh hiệu Top Model Ba Lan tiếp theo.
Joanna Krupa là giám khảo chính. Các giám khảo khác bao gồm nhà thiết kế thời trang Dawid Woliński, đạo diễn chương trình thời trang Kasia Sokołowska và nhiếp ảnh gia Marcin Tyszka. Đây là mùa thứ tám của chương trình có sự góp mặt của các thí sinh nam.
Giải thưởng của mùa này gồm một hợp đồng với D'Vision Models Management, xuất hiện trên bìa tạp chí Glamour Ba Lan, và tiền mặt trị giá 100.000zł.
Các điểm đến quốc tế của mùa này là Cape Town, Johannesburg và Punta Cana.
Người chiến thắng trong cuộc thi là Klaudia Nieścior, 22 tuổi đến từ Tarnobrzeg.

## Các thí sinh
(Tuổi tính từ ngày dự thi)
| Thí sinh | Thí sinh                | Tuổi | Chiều cao               | Quê quán            | Bị loại ở | Hạng |
| -------- | ----------------------- | ---- | ----------------------- | ------------------- | --------- | ---- |
|          | Karolina Kuracińska     | 18   | 1,71 m (5 ft 7+1⁄2 in)  | Świebodzice         | Tập 4     | 14   |
|          | Marcelina Zetler        | 20   | 1,80 m (5 ft 11 in)     | Barcin              | Tập 5     | 13   |
|          | Krystian Embradora      | 18   | 1,81 m (5 ft 11+1⁄2 in) | Grodzisk Mazowiecki | Tập 7     | 12   |
|          | Filip Ferner            | 20   | 1,98 m (6 ft 6 in)      | Warszawa            | Tập 8     | 11   |
|          | Martyna Kaczmarek       | 27   | 1,80 m (5 ft 11 in)     | Warszawa            | Tập 9     | 10   |
|          | Adrian Nkwamu           | 20   | 1,88 m (6 ft 2 in)      | Jawor               | Tập 10    | 9–8  |
|          | Weronika Pawelec        | 19   | 1,74 m (5 ft 8+1⁄2 in)  | Orzelec Duży        | Tập 10    | 9–8  |
|          | Aleksandra Helis        | 19   | 1,77 m (5 ft 9+1⁄2 in)  | Zielonka            | Tập 11    | 7    |
|          | Adriana Hyzopska        | 18   | 1,81 m (5 ft 11+1⁄2 in) | Klonowiec Wielki    | Tập 13    | 6–4  |
|          | Borys Barchan           | 19   | 1,90 m (6 ft 3 in)      | Lubin               | Tập 13    | 6–4  |
|          | Maciej Skiba            | 21   | 1,96 m (6 ft 5 in)      | Koszalin            | Tập 13    | 6–4  |
|          | Michalina Wojciechowska | 23   | 1,72 m (5 ft 7+1⁄2 in)  | Ostróda             | Tập 14    | 3    |
|          | Natalia Woś             | 17   | 1,78 m (5 ft 10 in)     | Żagań               | Tập 14    | 2    |
|          | Klaudia Nieścior        | 22   | 1,80 m (5 ft 11 in)     | Tarnobrzeg          | Tập 14    | 1    |

1. ↑  Trong thứ tự gọi tên là Ola.

## Thứ tự gọi tên
| 1  | Natalia   | Weronika  | Klaudia   | Natalia   | Ola       | Borys Natalia | Maciej    | Klaudia         | Borys     | Natalia   | Natalia              | Natalia   | Klaudia |  |  |  |  |  |  |  |  |  |
| 2  | Adrian    | Maciej    | Krystian  | Michalina | Klaudia   | Borys Natalia | Weronika  | Borys           | Klaudia   | Borys     | Michalina            | Klaudia   | Natalia |  |  |  |  |  |  |  |  |  |
| 3  | Klaudia   | Natalia   | Weronika  | Adrian    | Adrian    | Martyna       | Michalina | Natalia         | Adriana   | Klaudia   | Klaudia              | Michalina |         |  |  |  |  |  |  |  |  |  |
| 4  | Adriana   | Borys     | Natalia   | Klaudia   | Weronika  | Ola           | Borys     | Michalina       | Natalia   | Maciej    | Adriana Borys Maciej |           |         |  |  |  |  |  |  |  |  |  |
| 5  | Martyna   | Klaudia   | Borys     | Krystian  | Maciej    | Michalina     | Ola       | Maciej          | Maciej    | Adriana   | Adriana Borys Maciej |           |         |  |  |  |  |  |  |  |  |  |
| 6  | Weronika  | Michalina | Adrian    | Adriana   | Martyna   | Adrian        | Adriana   | Ola             | Michalina | Michalina | Adriana Borys Maciej |           |         |  |  |  |  |  |  |  |  |  |
| 7  | Maciej    | Adriana   | Adriana   | Filip     | Natalia   | Maciej        | Natalia   | Adriana         | Ola       |           |                      |           |         |  |  |  |  |  |  |  |  |  |
| 8  | Michalina | Filip     | Martyna   | Ola       | Adriana   | Klaudia       | Klaudia   | Adrian Weronika |           |           |                      |           |         |  |  |  |  |  |  |  |  |  |
| 9  | Marcelina | Martyna   | Michalina | Borys     | Michalina | Weronika      | Adrian    | Adrian Weronika |           |           |                      |           |         |  |  |  |  |  |  |  |  |  |
| 10 | Borys     | Adrian    | Filip     | Weronika  | Borys     | Adriana       | Martyna   |                 |           |           |                      |           |         |  |  |  |  |  |  |  |  |  |
| 11 | Krystian  | Ola       | Maciej    | Martyna   | Filip     | Filip         |           |                 |           |           |                      |           |         |  |  |  |  |  |  |  |  |  |
| 12 | Karolina  | Marcelina | Ola       | Maciej    | Krystian  |               |           |                 |           |           |                      |           |         |  |  |  |  |  |  |  |  |  |
| 13 | Filip     | Krystian  | Marcelina |           |           |               |           |                 |           |           |                      |           |         |  |  |  |  |  |  |  |  |  |
| 14 |           | Karolina  |           |           |           |               |           |                 |           |           |                      |           |         |  |  |  |  |  |  |  |  |  |

     Thí sinh bị loại
     Thí sinh ban đầu bị loại nhưng được cứu
     Thí sinh được miễn loại
     Thí sinh chiến thắng cuộc thi
1. ↑  Tập 2 và 3 là tập casting. Trong tập 3, nhóm thí sinh bán kết giảm xuống còn 13 thí sinh cuối cùng bước tiếp vào phần thi chính.
2. ↑  Ola giành được tấm vé vàng từ ban giám khảo trong tập 2 nên cô được tiến thẳng vào ngôi nhà chung.
3. ↑  Trong tập 6, Maciej ban đầu bị loại nhưng được cố vấn Michał Piróg cứu cậu trở lại cuộc thi.
4. ↑  Tập 15 là tập ghi lại khoảnh khắc từ đầu cuộc thi.

### Buổi chụp hình
- Tập 3: Ảnh thẻ (casting)
- Tập 4: Nhào lộn viên trên mặt trăng
- Tập 5: Khỏa thân ở bãi biển
- Tập 6: Người cá dưới nước
- Tập 7: Video thời trang: Trò chơi trẻ em theo cặp
- Tập 8: Trượt băng nghệ thuật theo cặp
- Tập 9: Video thời trang: Điên cuồng trong văn phòng
- Tập 10: Trang biên tập cho tạp chí Elle
- Tập 11: Lướt sóng trên cồn cát
- Tập 12: Haute couture ở bãi biển
- Tập 13: Thời trang cao cấp hoạ tiết động vật ở thảo nguyên
- Tập 14: Ảnh bìa tạp chí Glamour ở Punta Cana